# Europese PGA Tour 1973
De Europese PGA Tour 1973 was het tweede seizoen van de Europese PGA Tour en werd georganiseerd door de Britse Professional Golfers' Association.
De PGA voegde dit seizoen twee toernooien, het Portugees Open en het Scandinavian Enterprise Open, toe en de John Player Trophy verdween van de kalender.

## Kalender
| Data  | Data  | Toernooi                                | Baan                           | Land                     | Winnaar           | Score | Score |
| ----- | ----- | --------------------------------------- | ------------------------------ | ------------------------ | ----------------- | ----- | ----- |
| 28-03 | 31-03 | Madrid Open                             | Real Automovil Club de España  | Spanje                   | German Garrido    | 287   | -1    |
| 04-04 | 07-04 | Portugees Open                          | Penina Golf                    | Portugal                 | Jaime Benito      | 294   | -2    |
| 11-04 | 14-04 | Spanish Open                            | La Manga Club                  | Spanje                   | Neil Coles        | 282   | -6    |
| 18-04 | 21-04 | Italian Open                            | Olgiata Golf Club              | Italië                   | Tony Jacklin      | 284   | -4    |
| 25-04 | 28-04 | Piccadilly Medal                        | Coventry Golf Club             | Engeland                 | Peter Oosterhuis  | ?     | ?     |
| 10-05 | 12-05 | Penfold Bournemouth Tournament          | Queens Park Golf Club          | Engeland                 | Eddie Polland     | 281   | -3    |
| 23-05 | 26-05 | Benson & Hedges Match Play Championship | Hillside Golf Club             | Engeland                 | Neil Coles        |       |       |
| 31-05 | 03-06 | French Open                             | Golf de la Boulie              | Frankrijk                | Peter Oosterhuis  | 280   | -4    |
| 06-06 | 09-06 | Martini International                   | Royal Burgess Golfing Society  | Schotland                | Maurice Bembridge | 279   | -9    |
| 21-06 | 24-06 | Carroll's International                 | Woodbrook Golf Club            | Ierland                  | Paddy McGuirk     | 277   | -19   |
| 27-06 | 30-06 | Sunbeam Electric Scottish Open          | St Andrews Links               | Schotland                | Graham Marsh      | 286   | -2    |
| 11-07 | 14-07 | The Open Championship                   | Royal Troon Golf Club          | Schotland                | Tom Weiskopf      | 276   | -12   |
| 19-07 | 22-07 | Scandinavian Enterprise Open            | Royal Drottningholm Golf Club  | Zweden                   | Bob Charles       | 278   | -10   |
| 26-07 | 29-07 | Swiss Open                              | Golf Club Crans-sur-Sierre     | Zwitserland              | Hugh Baiocchi     | 278   | -2    |
| 02-08 | 05-08 | German Open                             | Golf Club Hubbelrath           | Bondsrepubliek Duitsland | Francisco Abreu   | 276   | -12   |
| 08-08 | 12-08 | Dutch Open                              | Haagsche Golf & Country Club   | Nederland                | Doug McClelland   | 279   | -9    |
| 15-08 | 18-08 | Benson & Hedges Festival                | Fulford Golf Club              | Engeland                 | Vin Baker         | 276   | -8    |
| 22-08 | 25-08 | Viyella PGA Championship                | The Wentworth Club             | Engeland                 | Peter Oosterhuis  | 280   | -8    |
| 05-09 | 08-09 | W.D. & H.O. Wills Tournament            | Kings Norton Golf Club         | Engeland                 | Charles Coody     | 281   | -7    |
| 26-09 | 29-09 | John Player Classic                     | Turnberry Golf Club            | Schotland                | Charles Coody     | 289   | -5    |
| 03-10 | 06-10 | Dunlop Masters                          | St. Pierre Golf & Country Club | Wales                    | Tony Jacklin      | 272   | -12   |
| 11-10 | 13-10 | Piccadilly World Match Play             | The Wentworth Club             | Engeland                 | Gary Player       |       |       |

De World Cup en het World Match Play op Wentworth telden niet mee voor de Order of Merit.

## Order of Merit
De rangorde werd in 1973 nog bepaald door een puntensysteem en niet door het verdiende prijzengeld. De Order of Merit werd opnieuw gewonnen door Peter Oosterhuis.
| Rang | Speler            | Prijzengeld (£) |
| ---- | ----------------- | --------------- |
| 1    | Peter Oosterhuis  | 17.455          |
| 2    | Maurice Bembridge | 10.773          |
| 3    | Hugh Baiocchi     | 11.870          |
| 4    | Dale Hayes        | 10.188          |
| 5    | Brian Barnes      | 9.778           |
| 6    | Eddie Polland     | 8.146           |
| 7    | Tony Jacklin      | 24.840          |
| 8    | Bernard Gallacher | 8.676           |
| 9    | Neil Coles        | 14.748          |
| 10   | Jack Newton       | 7.939           |

## Trivia
- Dit jaar behaalde Jan Dorrestein zijn beste resultaat van zijn Tour-carrière, hij werd 9de hij het Viyella PGA Championship, dat door Tony Jacklin werd gewonnen.